# 達克賽德
達克賽德（英語：Darkseid）是一名出現在DC漫畫中的超級反派，角色首次出現在《超人的好朋友吉米·奧爾森》#134（1970年11月），藝術作家是傑克·科比。青銅時代漫畫書首次亮相，在DC漫畫出版物已經出現有四十年的歷史，突出表現在限量系列的《New Gods》和《超人》。他也一直伴隨著DC漫畫商品，包括電視動畫系列、玩具、卡片和電子遊戲。此外漫威漫畫的薩諾斯的設計是受達克賽德而启發的。
達克賽德在IGN的前100名漫畫書惡棍中排行第六。
達克賽德的名字是來自「黑暗面」（Dark-side）的諧音。

## 人物
達克賽德是DC宇宙中最強大和最邪惡的人物之一，天啟星的統治者「邪惡之神」，被認為是超人的最大對手之一，亦是DC宇宙的最大威脅，企圖操控DC宇宙的一切。
達克賽德的原名為烏克薩斯（Uxas），是當時的天啟星二皇子。天啟星被他的父親由迦可汗（Yuga Khan）所統治著，某日他的兄長達拉克斯（Drax）宣稱自己找到了強大的歐米伽效應（Omega effect），達克賽德得知後就殺死了達拉克斯並將這種力量佔為己有，獲得力量的同時，自己也變成了有著岩石一般外表的巨人。
由迦可汗之後為了探知起源之牆的秘密而被困在牆中，天啟星從此由他的妻子赫格爾太后掌管，此時的達克賽德卻和女科學家蘇莉（Suli）墜入了愛河。為了不讓自己的兒子變質，赫格爾招人暗殺了蘇莉，卻不想這個舉動招來了自己兒子的致命報復，終被達克賽德指使狄薩德（Desaad）毒死。
失去愛人的達克賽德徹底背棄了情感，他篡奪了天啟星的皇位與神位，他的叔叔荒狼亦遵從天啟星的法則臣服於現在天啟星的最強者：他的侄子，成為達克賽德軍隊的指揮者，帶領無窮無盡的天啟魔大軍征服多元宇宙。達克賽德自此成為了DC漫畫世界觀中最出名的暴君，與天父（Highfather）領導的新創世星（New Genesis）持續著數以億年的爭鬥，他與整個綠燈軍團發生過衝突，參與過無限地球危機中對抗反監視者的戰鬥，綁架並洗腦過超人的堂姐卡拉·佐·艾爾，被自己的兒子Orion在預言中的生死戰中殺死過，在《最終危機》時被眾英雄聯手消滅。
達克賽德殺死了亞馬遜的許多部隊，造成亞馬遜的人口死了一半。神力女超人為了向殺死她許多姊妹的達克賽德報仇，她將自己一部分的靈魂注入，削減了達克賽德的神之力。
達克賽德的目標是消除所有來自宇宙的自由意志，並重塑自己的形象。強大的他甚至能控制人們的思想，後來對地球起了興趣，這使和DC宇宙的英雄們起衝突。達克賽德成了DC漫畫中一個相當知名的反派角色。

## 能力
達克賽德的主要力量來自於被稱為歐米茄效應（Omega Effect）的宇宙能量源，使他能從眼中發射名為歐米茄光束（Omega Beam）的強力紅光，達克賽德能精準的控制光束的進行方向，不管是直線還是彎曲。歐米茄光束可以從概念上將目標徹底抹殺，也能反過來將其復活，即使是強大如多元宇宙中的唯一一個獨立存在的反監視者也會被此光束重創；此外他還可以利用歐米茄效應傳送自己或他人通過時間和空間，例如在《最後危機》事件時他曾用歐米茄光線射殺蝙蝠俠，但其實光線並未殺死蝙蝠俠，而只是將他的靈魂傳送到古代。歐米茄光束跟得上超人的速度，甚至還能使對方來不及反應。
除此之外他還能進行心靈感應、隔空取物，還可製造分身。幾乎是一個神的存在，他能長生不老地活了幾十萬年。儘管他有過人的體力，很少親自從事戰鬥，他更喜歡用他天才級的智慧操縱或控制他人
《超人/蝙蝠俠：啟示錄》中展現了他的飛行能力。
《超人前傳》中達克賽德幾乎無所不能，可操縱一個人內心的黑暗。

## 出版歷史
傑克·科比開創了《超人的好朋友吉米·奧爾森》#133時立即開始建立奠定了基礎，新設想第四世界史詩的人物。
作家有傑克·科比、Mark Evanier，達克賽德的臉藍本為演員Jack Palance。科比的達克賽德藍本是採納粹德國阿道夫·希特勒和世界。達克賽德和希特勒一樣，是一個穿著過膝長靴的自大狂。在《超人的好朋友吉米·奧爾森》#134中的作為一個簡短的客串。

## 其他媒體

### 電視
- 《Super Friends: The Legendary Super Powers Show》（1984）
- 《The Super Powers Team: Galactic Guardians》（1985）
- 《超人前傳》
- 《蝙蝠俠智勇悍將》
- 《少年正義聯盟》
- 《少年悍將 GO！》
- 《正義聯盟出擊》

#### DC動畫宇宙
- 《超人：動畫系列》
- 《正義聯盟》
- 《正義聯盟無限版》

### 電影
- 《超人/蝙蝠俠：啟示錄》
- 《正義聯盟：開戰》
- 《樂高電影：正義聯盟大戰反正義聯盟》
- 《正義聯盟：神與魔》
- 《樂高電影：正義聯盟大戰末日軍團》
- 《黑暗正義聯盟：天启星戰爭》
- DC擴展宇宙：由雷·波特飾演。
  - 《查克·史奈德之正義聯盟》（2021年）

### 電子遊戲
- 《超人：遊戲》
- 《正義聯盟特遣部隊》
- 《超人64》
- 《超人：天啟星之影》
- 《正義聯盟英雄》
- 《真人快打vs.DC宇宙》
- 《樂高蝙蝠俠3：飛越高譚市》
- 《龍族拼圖》
- 《DC 超級英雄 Online》
- 《超級英雄：武力對決》：為iOS版和Android版專有的可玩角色。
- 《超級英雄：武力對決 2》

## 外部連結
- DC数据库工程上的相关条目：Darkseid

- DC漫画宇宙Wiki上的相关条目：Darkseid

- Index to the Earth-1 Fourth World stories （页面存档备份，存于）